# Cassa per la circolazione monetaria della Somalia

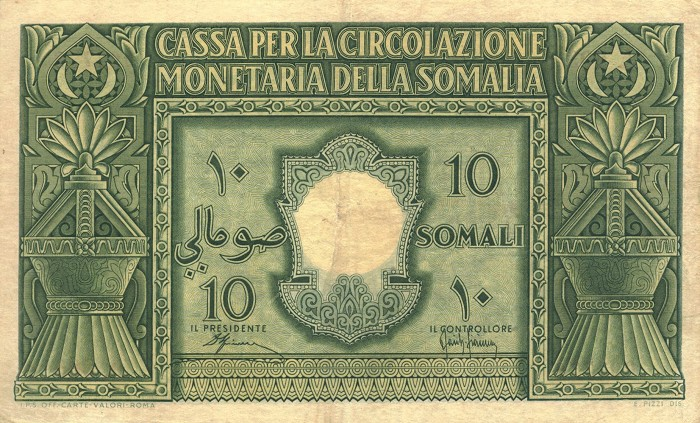
Banconota da 10 somali

La Cassa per la circolazione monetaria della Somalia era la banca centrale dell'Amministrazione fiduciaria italiana della Somalia e si occupava della coniazione del Somalo ed era completamente pubblica e sotto controllo della Banca d'Italia. La banca nacque nel 1949 a Roma, ma la sede era a Mogadiscio. In seguito all'indipendenza della Somalia nel 1960 la banca venne liquidata e passò sotto il nuovo governo somalo e si trasformò nella Banca centrale della Somalia.